# Белгийци
Белгийците са гражданите на Белгия.
В Белгия са официални нидерландски, френски и немски език. Белгийците, които говорят нидерландски, се наричат фламандци, а говорещите френски се наричат валонци. Малката общност немскоговорещи белгийци нямат отделно име.
В Белгия католицизмът е преобладаваща религия, обхващайки между 75% и 80% от населението. Другите религии са ислямът, протестантството и юдаизмът.